# Ellissi grammaticale
L'ellissi grammaticale (o anche solo ellissi, dal greco élleipsis, 'mancanza') è, in linguistica, il fenomeno per cui un elemento viene omesso o perché noto o perché facilmente desumibile dal contesto o, ancora, perché ipotizzabile in una versione completa della frase o dell'enunciato.
Ad esempio, di fronte alla domanda Dove vai?, è possibile rispondere Al cinema, con ellissi di vado. Analogamente, si ha ellissi in frasi coordinate come:
Ugo beve birra, Mario vino.
nella quale non è necessario ripetere il verbo beve.
L'ellissi può avere una portata transfrastica, superando cioè il confine di frase e coinvolgendo l'intero testo. In questo senso, gli elementi omessi possono essere recuperati da altre frasi o enunciati, di modo che l'ellissi finisce per fungere da dispositivo coesivo. Se riprendiamo l'esempio iniziale, la risposta completa Vado al cinema rappresenta una frase completa, sintatticamente e semanticamente autonoma, che non abbisogna di costituire un testo insieme alla domanda Dove vai? La comprensione della risposta ellittica (Al cinema) implica la conoscenza della domanda: l'ellissi rende quindi lo scambio di battute un testo.
Indirettamente, l'ellissi rappresenta anche un dispositivo di messa in rilievo degli elementi non omessi.
Da un punto di vista pragmatico, le versioni ellittica e non ellittica di una stessa frase o enunciato raramente hanno la stessa funzione. Per lo più, la versione non ellittica è utile alla descrizione della versione regolarizzata della frase modello, che in questa veste può gettare luce anche sugli enunciati contestualmente connotati.
L'ellissi è anche usata in funzione retorica (vedi Ellissi (figura retorica)).